# 9871 Джеон
9871 Джеон (9871 Jeon) — астероїд головного поясу, відкритий 28 лютого 1992 року.
Тіссеранів параметр щодо Юпітера — 3,524.